# 3-as busz (Újszász)
Az újszászi 3-as jelzésű autóbusz az Időskorúak otthona és az Újszász, vasútállomás között közlekedik keddi és csütörtöki iskolai előadási napokon. A járatot Újszász Város Önkormányzata megrendelésére a Volánbusz üzemelteti.

## Útvonala
| Újszász, vasútállomás felé                                                                                                | Időskorúak otthona felé                                                                                                   |
| --- | --- |
| Időskorúak otthona – Akácfa utca – Hunyadi utca – Szabadság tér – Dózsa György utca – Baross utca – Újszász, vasútállomás | Újszász, vasútállomás – Baross utca – Dózsa György utca – Szabadság tér – Hunyadi utca – Akácfa utca – Időskorúak otthona |

## Megállóhelyei
| 3 (Időskorúak otthona – Újszász, vasútállomás) |                                  |          |                                                          |                                     |
| Perc (↓)                                       | Megállóhely                      | Perc (↑) | Megállóhelyet érintő járatok                             | Fontosabb létesítmények             |
| 0                                              | Időskorúak otthona végállomás    | 6        |                                                          |                                     |
| 1                                              | Akácfa utca (Brassói utca)       | 5        |                                                          |                                     |
| 2                                              | Hunyadi utca (Lehel utca)        | 4        |                                                          |                                     |
| 4                                              | Újszász, ABC                     | 2        | 1, 1A, 2A 531                                            |                                     |
| 5                                              | Újszász, gimnázium               | 1        | 1, 1A, 2A 531                                            | Rózsa Imre Középiskola és Kollégium |
| 6                                              | Újszász, vasútállomás végállomás | 0        | 1, 1A, 2A 531 S60 G60 Z60 S820 gyorsvonat, expresszvonat | Újszász                             |

## Külső hivatkozások
- A Középkelet-magyarországi Közlekedési Központ weboldala. [2016. augusztus 26-i dátummal az eredetiből archiválva]. (Hozzáférés: 2017. április 13.)
- 3-as busz útvonala és megállói. (Hozzáférés: 2017. augusztus 17.)